# Augy-sur-Aubois
Augy-sur-Aubois ist eine französische Gemeinde mit 284 Einwohnern (Stand: 1. Januar 2022) im Département Cher in der Region Centre-Val de Loire; sie gehört zum Arrondissement Saint-Amand-Montrond und zum Kanton Dun-sur-Auron. 

## Geografie
Augy-sur-Aubois liegt etwa 50 Kilometer südöstlich von Bourges am Canal de Berry. Umgeben wird Augy-sur-Aubois von den Nachbargemeinden Givardon im Norden, Sancoins im Norden und Osten, Lurcy-Lévis im Osten und Süden, Saint-Aignan-des-Noyers im Südwesten sowie Neuilly-en-Dun im Westen und Nordwesten.

## Bevölkerungsentwicklung
| Jahr                       | 1962 | 1968 | 1975 | 1982 | 1990 | 1999 | 2006 | 2019 |
| Einwohner                  | 507  | 456  | 375  | 395  | 353  | 294  | 299  | 288  |
| Quellen: Cassini und INSEE |      |      |      |      |      |      |      |      |

## Sehenswürdigkeiten
- Kirche Saint-Ludre aus dem 12. Jahrhundert, seit 1959 Monument historique

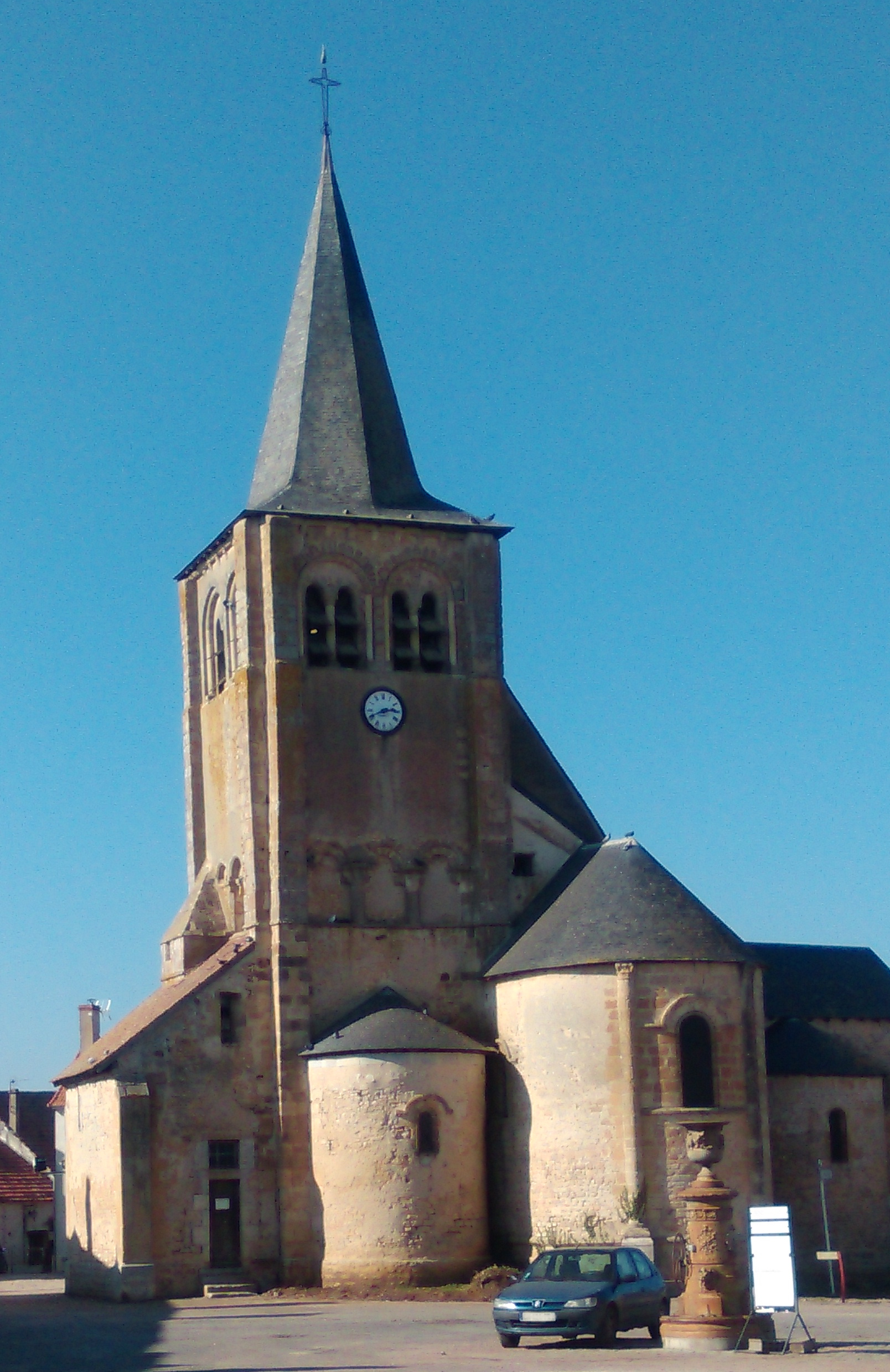
Kirche Saint-Ludre
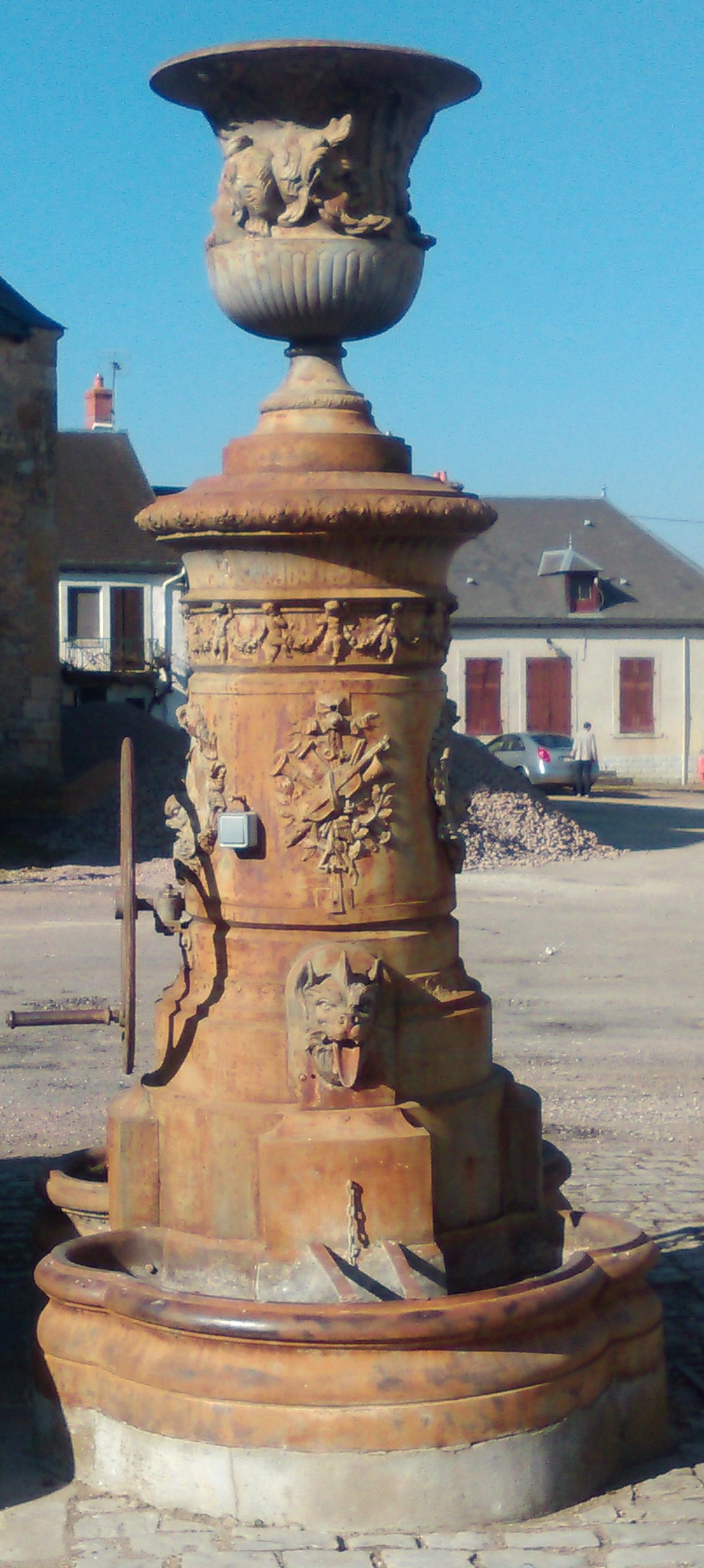
Brunnen nahe der Kirche